# Dominique Barthélemy
Dominique Barthélemy (Pallet, 16 maggio 1921 – Friburgo, 10 febbraio 2002) è stato un presbitero domenicano e biblista francese.

## Biografia
Entrò nell'ordine domenicano nel 1940 e fu ordinato sacerdote sette anni più tardi. Membro della Scuola Biblica e Archeologica Francese di Gerusalemme, studiò i Rotoli del Mar Morto e, in collaborazione con Joseph Milik, pubblicò frammenti di manoscritti trovati nella Grotta 1.
Divenne poi professore di Antico Testamento presso la Facoltà di Teologia e vicerettore dell'Università di Friburgo. Dal 1953 si interessò ai manoscritti dei profeti minori e nel 1963 pubblicò Les Devanciers d'Aquila, in cui introduceva per la prima volta varie ipotesi rivoluzionarie sulle traduzioni greche e le revisioni dell'Antico Testamento..
È noto anche per il suo lavoro di introduzione alla lettura della Bibbia intitolato Dieu et son image.
Morì a Friburgo il 10 febbraio 2002.

## Opere
- Qumran Cave I, con Joseph Milik, Clarendon Press, Oxford, 1955.
- Dieu et son image: ébauche d'une théologie biblique, Éditions du Cerf, 1963.
- Les Devanciers d'Aquila: première publication intégrale du texte des fragments du Dodécaprophéton : trouvés dans le désert de Juda, précédée d'une étude sur les traductions et recensions grecques de la Bible réalisées au premier siècle de notre ère sous l'influence du rabbinat palestinien, Éditions du Cerf, 1963.
- Découvrir l'Écriture, Éditions du Cerf, 2000.
- Critique textuelle de l'Ancien Testament : rapport final du Comite pour l'analyse textuelle de l'Ancien Testament hébreu, 1982-2015.